# Mitra-Hufeisennase
Die Mitra-Hufeisennase (Rhinolophus mitratus) ist eine kaum erforschte und seit den 1840er Jahren verschollene Art aus der Familie der Hufeisennasenartigen (Rhinolophidae). Sie kommt oder kam in Zentralindien vor.

## Merkmale
Die Maß- und Merkmalsangaben sind nur vom Holotypus dokumentiert. Die Kopf-Rumpf-Länge beträgt circa 70 cm, die Schwanzlänge 30 mm, die Ohrenlänge 25 mm und die Unterarmlänge 57,1 mm. Das Fell wird als ziemlich lang, weich und zart beschrieben; das Rückenfell ist braun, das Bauchfell ist hellbraun. Die Ohren sind groß. Der Antitragus, der durch eine flache, winklige Kerbe vom Außenrand getrennt ist, ist breit und gut entwickelt. Der hintere Verbindungsfortsatz stützt nur die Basis. Die horizontale Basis der Sella (eine sattelförmige Vertiefung oder Mittelkiel im Schädel, die eine bedeutende Rolle bei der Unterstützung der Nasenstruktur spielt) ist zwischen den Nasenflügeln abnorm. Die erweiterten Seiten sind nach oben gedreht, so dass eine tiefe, schalenförmige Höhle entsteht. Die endständigen Nasenblätter bilden ein breites Hufeisen. Es ist dreieckig, spitz zulaufend und verläuft zwischen den Ohren nach hinten. Der senkrechte Teil der Sella ist kurz und abgerundet, und die Basis ist nicht erweitert wie bei der Kleeblatt-Hufeisennase (Rhinolopus trifoliatus). Der lanzettförmige Aufsatz auf der Nase ist gut entwickelt; dessen Spitze ist gerundet. Die Unterlippe hat drei Mentalfurchen. Der Schädel ist beschädigt, so dass keine Informationen über den Schädel verfügbar sind.

## Systematik
Von der Mitra-Hufeisennase ist nur ein Exemplar bekannt, das 1843 von Samuel Tickell in der Nähe von Chaibasa im indischen Bundesstaat Jharkhand gesammelt wurde. Das Geschlecht ist nicht dokumentiert. Der Holotypus befindet sich im Indian Museum in Kolkata. Die verwandtschaftlichen Verhältnisse innerhalb der Hufeisennasenfamilie sind umstritten. Sowohl George Henry Hamilton Tate (1943) als auch John R. Ellerman und Terence Charles Stuart Morrison–Scott (1951) vermuteten eine nahe Verwandtschaft mit R. trifoliatus. In einer Studie von 1973 fand der indische Chiropterologe Yadunath Prasad Sinha jedoch, dass die Art in Bezug auf die Größe des Körpers und die Form des Nasenblatts näher mit der Pearson–Hufeisennase (R. pearsonii) als mit der Kleeblatt-Hufeisennase verwandt sein könnte. Der schottische Zoologe John Anderson meldete das Taxon 1881 aus Darjeeling, basierend auf einem Exemplar aus dem Indian Museum, das jedoch falsch identifiziert wurde, und eigentlich R. pearsonii repräsentiert. 1918 betrachtete der britisch-indische Forscher Robert Charles Wroughton das Tier als unidentifizierbar. Nach Ansicht der Autoren Paul Jeremy James Bates und David L. Hamilton könnte es sich bei diesem Taxon auch um eine missidentifizierte Art handeln.

## Lebensraum
Die Mitra-Hufeisennase wurde in einer Höhenlage von 300 m gefunden.

## Lebensweise
Über die Lebensweise dieser Art liegen keine Informationen vor. Möglicherweise war sie höhlenbewohnend.

## Status
Die Mitra-Hufeisennase wurde seit ihrer Entdeckung nicht mehr nachgewiesen und gilt seither als verschollen. Die IUCN Red List klassifiziert sie in der Kategorie „unzureichende Datenlage“ (data deficient).